# Verneil-le-Chétif
Verneil-le-Chétif è un comune francese di 732 abitanti situato nel dipartimento della Sarthe nella regione dei Paesi della Loira.

## Società

### Evoluzione demografica
Abitanti censiti